# LGBT práva v Grónsku

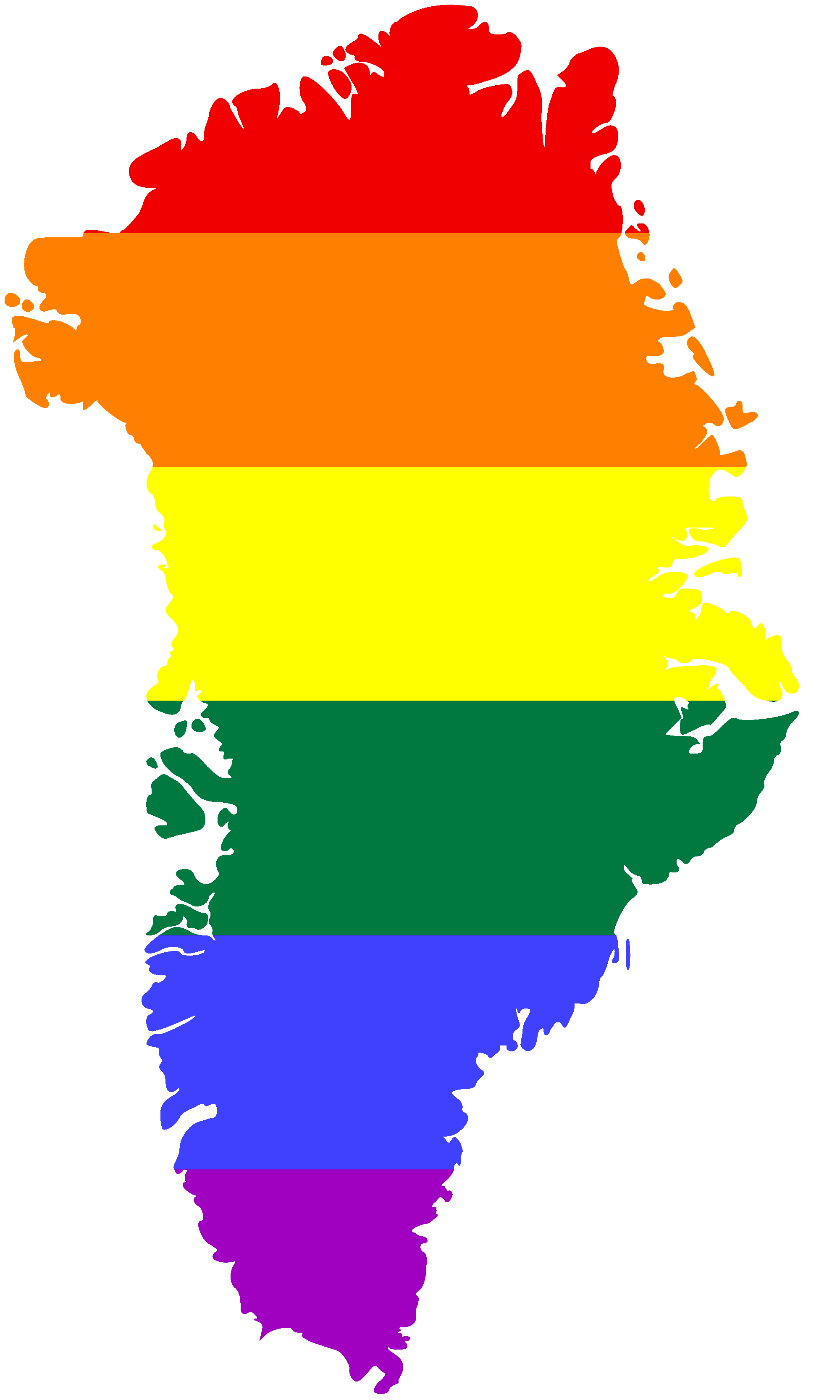
Duhová mapa Grónska

Práva leseb, gayů, bisexuálů a translidí (LGBT) jsou v Grónsku velmi podobná dánským. Stejnopohlavní sexuální aktivita je zde legální s věkem rovným legální způsobilosti k pohlavnímu styku. Anti-diskriminační legislativa je v Grónsku rozsáhlá. V letech 1996–2016 mohly gay a lesbické páry uzavírat registrované partnerství, které jim garantovalo většinu práv a povinností plynoucích z manželství. 1. dubna 2016 byl zákon o registrovaném partnerství zrušen a registrované partnerství nahrazeno stejnopohlavním manželstvím.
V roce 1979 získalo Grónsko samosprávu a jistou nezávislost na Dánsku a v roce 2009 si sestavilo vlastní vládu. I tak je ale stále pod určitým vlivem dánské kultury a politiky.

## Zákony týkající se stejnopohlavní sexuální aktivity
Stejně jako v Dánsku ani zde není pohlavní styk mezi osobami stejného pohlaví trestný. V Dánsku byl legalizován v roce 1933. Věk způsobilosti k pohlavnímu styku byl sjednocen v roce 1977, dva roky před osamostatněním.

## Stejnopohlavní soužití
Grónsko přijalo dánský zákon o registrovaném partnerství 1. července 1996. Registrované partnerství se v grónském jazyce nazývá nalunaarsukkamik inooqatigiinneq.
Homosexuální páry mohou vstupovat do manželství od 1. dubna 2016. Grónská verze dánského registrovaného partnerství, která byla až do té doby aplikovaná pouze na tomto území, pozbyla platnost k dni účinnosti zákona o rovném manželství.

## Adopce a plánování rodiny
1. června 2009 byla zlegalizována možnost osvojení dítěte druhého z partnerů. Lesbické páry mají všeobecně více rodičovských práv než gay páry, a to díky přístupu k asistované reprodukci od roku 2006. Společné osvojení dětí je možné od 1. října 2015. Nicméně návrh novely zákona L122, který zahrnoval stejnopohlavní sňatky, plná adopční práva a další změny grónského rodinného práva, se nestačil projednat z důvodu parlamentních voleb. Nový legislativní proces zahájila nově zvolená vláda Dánské liberální strany předložením totožného návrhu zákona L35, který také prošel ihned při prvním čtení 5. listopadu 2015. Folketing přijal návrh 19. ledna 2016 a 3. února 2016 jej předal k podpisu královně. Část zákona, která umožňuje stejnopohlavním párům osvojení dětí, se stala účinnou 1. července 2016.

## Ochrana před diskriminací
V Grónsku platí stejné antidiskriminační zákony jako v Dánsku.

## Grónské LGBT hnutí
V Grónsku působila v letech 2002–2007 LGBT organizace Qaamaneq (Světlo), která organizovala společenské akce. K jejímu obnovení došlo v roce 2014 pod názvem LGBT Qaamaneq.
15. května 2010 se v grónské metropoli Nuuk konal první festival gay pride.

## Souhrnný přehled
| Legální stejnopohlavní styk                                          | (1933)                                                     |
| Stejný věk legální způsobilosti k pohlavnímu styku pro obě orientace | (1977)                                                     |
| Trestní zákony pracují s termínem zločin z nenávisti                 | (2010)                                                     |
| Antidiskriminační zákony v zaměstnání                                | (2010)                                                     |
| Antidiskriminační zákony v přístupu ke zboží a službám               | No                                                         |
| Stejnopohlavní manželství                                            | (2016)                                                     |
| Jiná forma stejnopohlavního soužití                                  | (1996)                                                     |
| Adopce dítěte partnera                                               | (2009)                                                     |
| Společná adopce dětí stejnopohlavními páry                           | (2016)                                                     |
| Gayové a lesby smějí otevřeně sloužit v armádě                       | (1978; za obranu ostrova odpovídají Dánské ozbrojené síly) |
| Přístup k umělému oplodnění pro lesbické ženy                        | (2006)                                                     |
| Možnost změny pohlaví                                                | (2016; bez nutnosti kastrace)                              |
| Náhradní mateřství pro gay páry                                      | (nelegální i pro heterosexuální páry)                      |
| MSM smějí darovat krev                                               | (2020; vyžadována čtvrtletní sexuální abstinence)          |